# Gneu Octavi (cònsol 76 aC)
Gneu Octavi (en llatí Cnaeus Octavius) va ser un magistrat romà del segle i aC. Era fill de Marc Octavi (Marcus Octavius), tribú de la plebs l'any 133 aC. Formava part de la gens Octàvia, una antiga família d'origen plebeu.
Va ser elegit cònsol l'any 76 aC juntament amb Gai Escriboni Curió. És descrit com un home de temperament suau i afectat seriosament per la gota que pràcticament no el deixava caminar. No es coneix la data de la seva mort. Ciceró diu que era un orador descuidat.